# الطيرة (رام الله)
الطيرة قرية فلسطينية تقع في رام الله على بعد 12 كم من الجهة الغربية، تبلغ مساحتها 3968 دونم وارتفاعها عن سطح البحر 1730قدم. أقرب القرى إليها هي قرية بيت دقو.
يحدها من الشمال  بيت عور الفوقا ومن الغرب خربثا المصباح وبيت لقيا  ومن الشرق بيتونيا، من الجنوب بيت دقو وبيت عنان.

## سبب التسمية
يُقال أن اسم القرية مشتق من الجذر السامي( ط-ي-ر)، الذي يرتبط بطيور والطيران وقد جاءت التسمية إما بسبب موقع القرية المرتفع الذي يشرف على المناطق المحيطة، ونتيجة لوفرة الطيور في المنطقة. كما يعتقد أن الإسم قد يعود إلى أصول كنعانية، حيث استخدم الكنعانيون هذا المصطلح للإشارة إلى الأماكن المرتفعة او ذات الطبيعة المميزة. إسم القرية مشترك لعدة قرى في فلسطين حيث يوجد قرية الطيرة في بيسان، حيفا، الطيرة طولكرم، الطيرة الرملة.

## الزراعة
يهتم سكان قرية الطيرة بالزراعة رغم الطبيعة الجبلية للمنطقة، يزرعون الأشجار المثمرة مثل اللوزيات، والكرمة، التين، والزيتون. يقومون بزراعة محاصلين حقلية مثل الشعير والقمح، الخضراوات والمحاصيل الصيفية. 

## السكان
يبين الجدول التالي عدد السكان المقدر في قرية الطيرة منذ عام 2017 وحتى 2021:

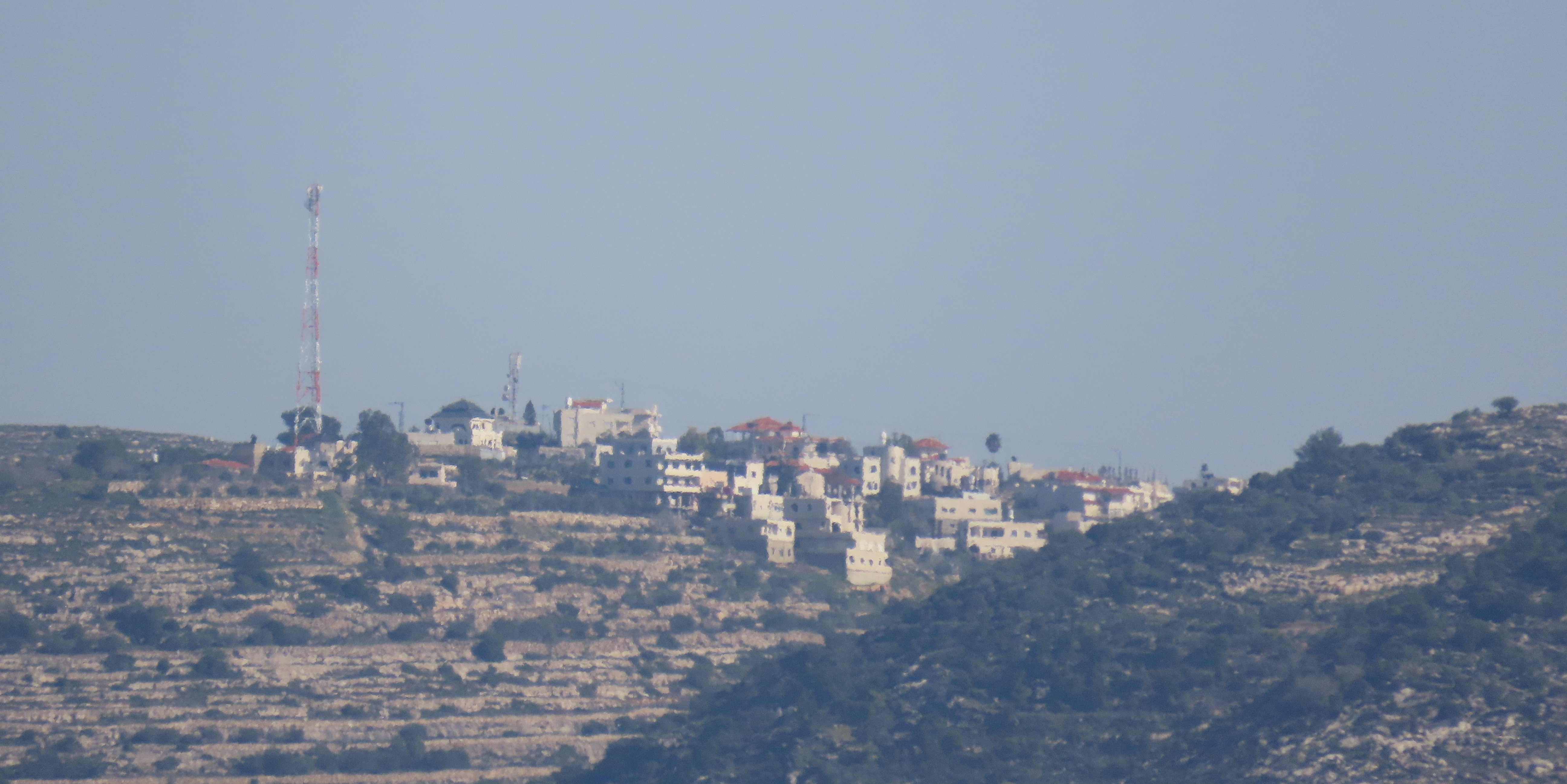
قرية الطيرة

| عدد السكان المقدر | عدد السكان المقدر | عدد السكان المقدر | عدد السكان المقدر | عدد السكان المقدر |
| ----------------- | ----------------- | ----------------- | ----------------- | ----------------- |
| 2017              | 2018              | 2019              | 2020              | 2021              |
| 1,491             | 1,524             | 1,557             | 1,591             | 1,624             |

## التاريخ

### العصر العثماني
لم يتم ذكر الطيرة في القرن السادس عشر. تم توطينها لاحقًا من قبل المهاجرين من دورا . يعود أصل سكان الطيرة، إلى جانب سكان القرى المجاورة في محافظة رام الله مثل بيت عنان، وبيت عور الفوقة، ودورا القرع ، إلى بلدة دورا جنوب غرب الخليل.

### القرن التاسع عشر
في عام 1838م، في العهد العثماني، تم تصنيفها كقرية إسلامية ، تقع في قضاء بني مالك، غربي القدس.
في عام 1883، وصف مسح فلسطين الغربية الذي أجرته مؤسسة أبحاث فلسطين (PEF ) قرية الطيرة بأنها: " قرية صغيرة على سلسلة من التلال، بها شجرة مقدسة كبيرة إلى الشمال الشرقي ( الشيخ حسن )، ونبع ( عين جوفنا) في الوادي إلى الجنوب الغربي.
بحلول بداية القرن العشرين، استوطن سكان الطيرة في الكنايسة بالقرب من الرملة ، مما جعلها تابعة لقريتهم الأصلية.

### عصر الإنتداب البريطاني
في تعداد فلسطين عام 1922، الذي أجرته سلطات الانتداب البريطاني ، بلغ عدد سكان القرية 257 مسلمًا،  وارتفع في تعداد عام 1931 إلى 265 مسلمًا و71 منزلًا.
وفي إحصاءات عام 1945، بلغ عدد سكان الطيرة 330 مسلماً، بينما بلغت المساحة الإجمالية للأراضي 3968 دونماً، وذلك وفقاً لمسح رسمي للأراضي والسكان. ومن هذه المساحة، تم استخدام 193 دونمًا للمزارع والأراضي القابلة للري، و1974 دونمًا للحبوب، بينما تم تصنيف 23 دونمًا كمناطق مبنية.

### العصر الإردني
بعد النكبة الفلسطينية عام 1948، وبعد اتفاقيات الهدنة عام 1949، أصبحت الطيرة تحت الحكم الأردني. وفي عام 1961 بلغ عدد سكانها 534 نسمة.  

### ما بعد 1967
منذ حرب الأيام الستة عام 1967، أصبحت قرية الطيرة تحت الإحتلال الإسرائيلي.  بعد اتفاقيات عام 1995، تم تصنيف 10.4٪ من أراضي القرية كمنطقة ب ، بينما تم تصنيف 89.6٪ المتبقية كمنطقة ج. وقد صادرت إسرائيل ما مجموعه 67 دونمًا من أراضي القرية لبناء مستوطنة بيت حورون الإسرائيلية . 